# Acacia glaucescens
Acacia glaucescens é uma espécie de leguminosa do gênero Acacia, pertencente à família Fabaceae.